# حمام بازار شهرضا
حمام بازار شهرضا مربوط به اوایل دوره قاجار است و در شهرضا، بازار، بین راسته بازار مرکزی وخ شهید منتظری واقع شده و این اثر در تاریخ ۲۳ شهریور ۱۳۸۲ با شمارهٔ ثبت ۱۰۲۴۳ به‌عنوان یکی از آثار ملی ایران به ثبت رسیده است.